# 两水头

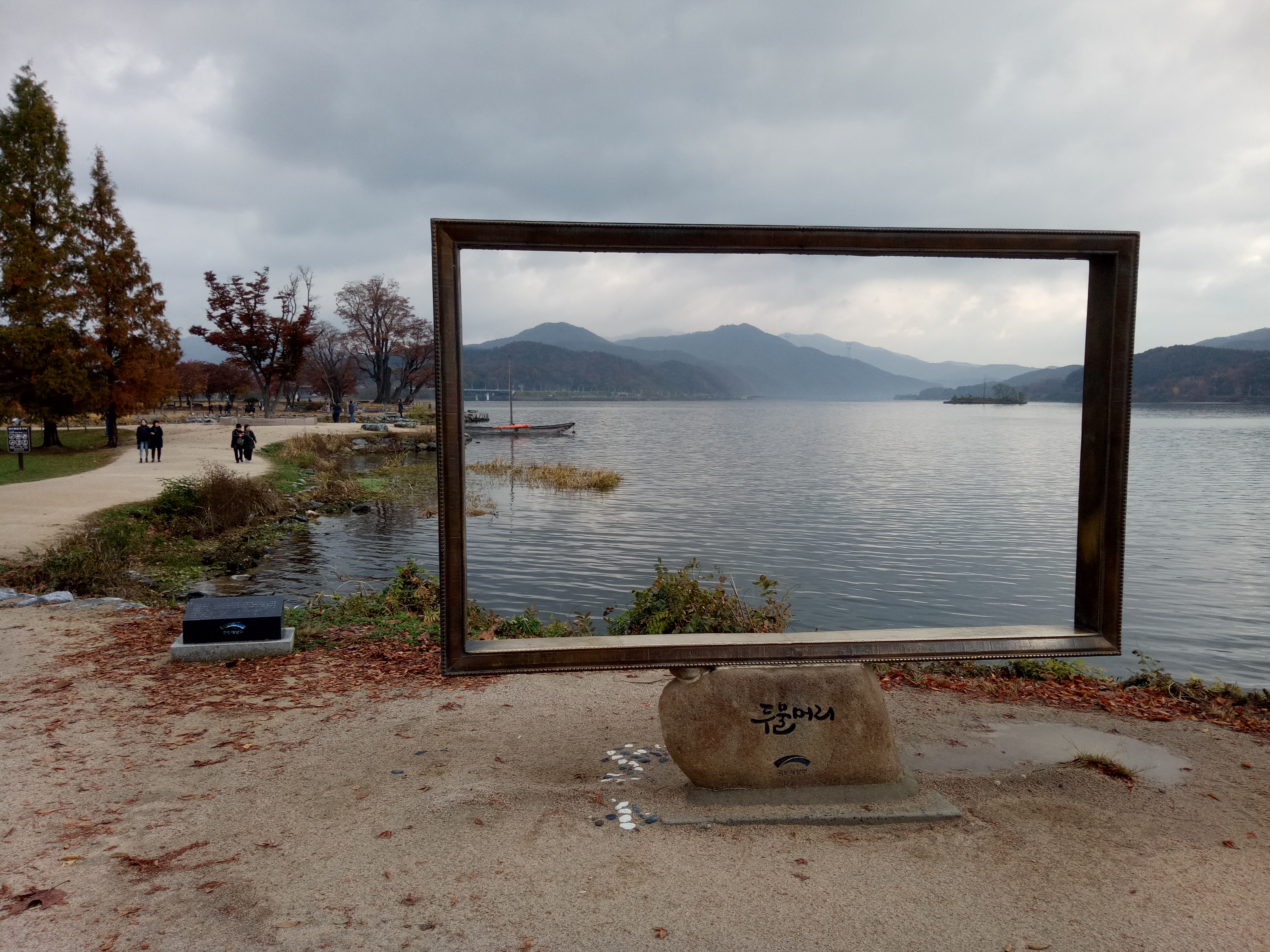
兩水頭的大型畫框，韓劇《她很漂亮》曾在此取景

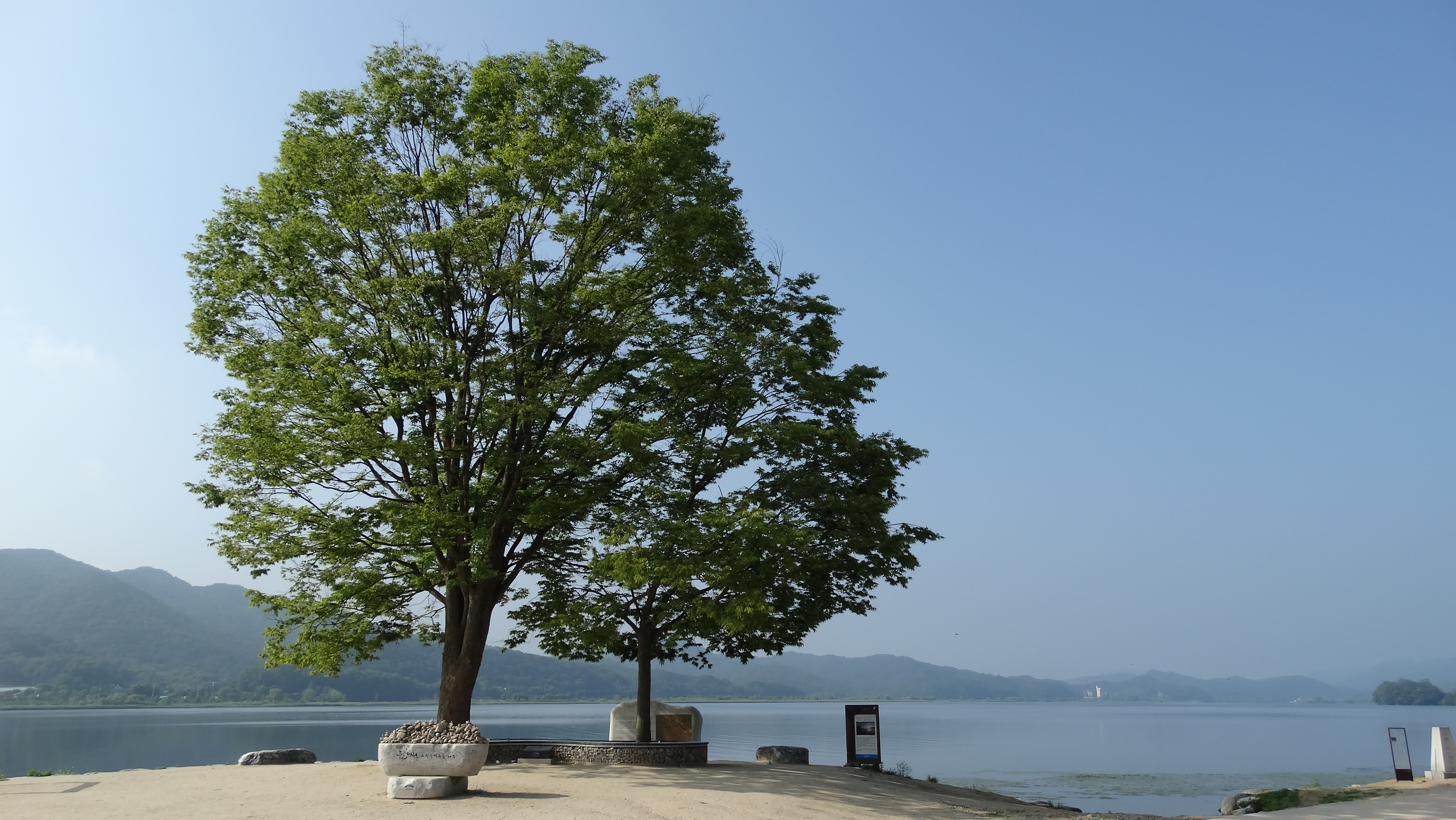
兩水頭的櫸樹

兩水頭（韓語：두물머리）位於韓國京畿道楊平郡，因為該地是北漢江與南漢江的交會處而得名。過去因作為水路樞紐而曾繁華一時，1973年八堂水庫竣工，加上陸路興起，該地的運輸功能逐漸衰退。現則因風景清幽，成為包括《她很漂亮》等韓國電視劇、電影的拍攝地。現在是首爾近郊的一處觀光景點。